# Новокрестьянские поэты

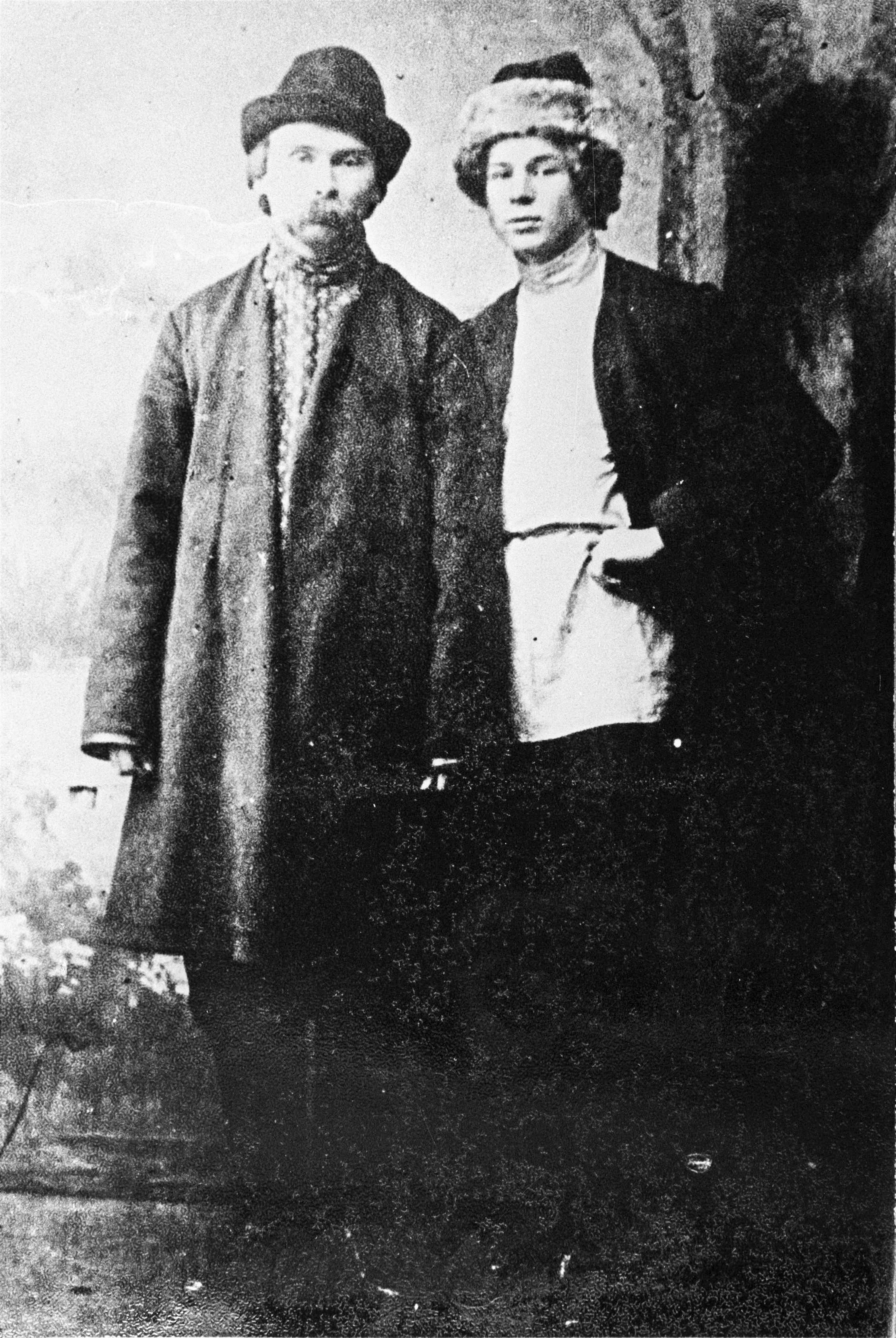
Николай Клюев и Сергей Есенин в Петрограде в 1915 году

Новокрестьянские поэты — условное собирательное название группы русских поэтов серебряного века крестьянского происхождения. К «новокрестьянским» поэтам традиционно относят Николая Клюева, Сергея Есенина, Сергея Клычкова, Александра Ширяевца, Петра Орешина, реже Павла Радимова, Алексея Ганина и Пимена Карпова. Начало их творческого пути приходится на 1900—1910-е годы.
Поэты, причисляемые к данному направлению, себя так не называли и не образовывали литературного объединения или направления с единой теоретической платформой. Однако всем «новокрестьянским» поэтам в той или иной мере были присущи обращения к теме деревенской России (вопреки России «железной»), связь с миром природы и устного творчества. Вместе с тем им оказались внятны и стилевые устремления «русского модерна».
Термин новокрестьянские поэты появился в литературной критике на рубеже 1910—1920-х в статьях Василия Львова-Рогачевского и Ивана Розанова. Термин был использован, чтобы отделить поэтов «крестьянской купницы» от крестьянских поэтов XIX века (Кольцов, Никитин, поэты-суриковцы).
В 1930-е годы период творческого молчания и замалчивания новокрестьянских писателей: они пишут «в стол», занимаются переводами (например, Сергей Клычков). Их оригинальные произведения не публикуют.
Последовавшие в 1937 году репрессии надолго вычеркнули имена Николая Клюева, Сергея Клычкова, Петра Орешина и других из литературного обихода.
Интерес к творческому наследию крестьянских поэтов возобновляется лишь в 1960-е (Оттепель) и 1980-е (Перестройка) с возвращением поэзии Сергея Есенина, Николая Клюева и др.